# Lia Willems-Martina
Leocadia Lilian ('Lia') Willems-Martina (Groot Kwartier (Willemstad), 9 december 1949 – 23 januari 2021) was een Curaçaos politica. Voor de partij Pueblo Soberano was ze korte tijd minister van Bestuur, Planning en Dienstverlening in het kabinet-Schotte.
Na de Mulo volgde Willems de Middelbare meisjesschool (mms) op het Maria Immaculata College.
Voordat Willems-Martina de politiek in ging werkte ze onder meer bij de vreemdelingendienst en was ze als griffier bij het Hof van Justitie. Ook was ze zelfstandig adviseur voor studenten en adviseur bij de afdeling Personeelszaken. Bekend werd ze in Curaçao als directeur bij Fundashon pa Konsumidó (Consumentenbond) en bestuurslid bij spaar- en kredietvereniging ACU. In 2003 was ze medeoprichter van de Pueblo Soberano. Daarvoor was ze actief geweest bij de partijen Pais Kòrsou en Lista Niun Paso Atras.
Vanaf eind januari 2010 tot de ontmanteling van de Nederlandse Antillen op 10 oktober 2010 was ze lid van de Staten van de Nederlandse Antillen. Daarna werd ze implementatiemanager bij de Staten van Curaçao. 
Eind januari 2011 werd Willems-Martina beëdigd als minister als opvolger van Norman Girigorie. Op 10 mei 2011 trad ze alweer af, nadat haar partij het vertrouwen in haar had opgezegd omdat ze voor een dienstreis naar Nederland op kosten van het ministerie ook een businessclass-ticket voor haar echtgenoot had gekocht. Ook had zij een vriendin als medewerker aangesteld. Ze werd opgevolgd door Carlos Monk.
Willems-Martina overleed in januari 2021 op 71-jarige leeftijd.